# Utto von Freising

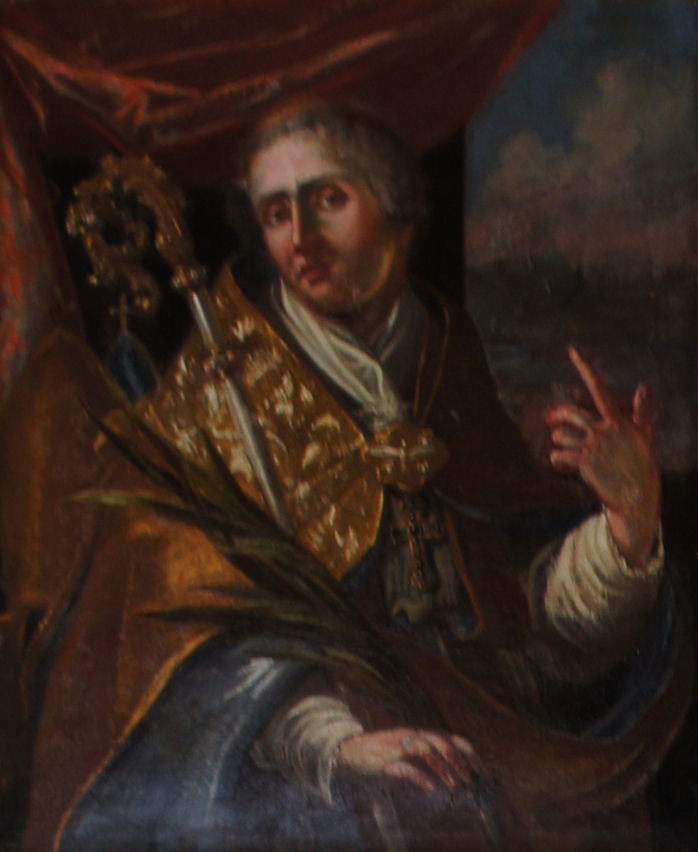
Utto auf einem Gemälde im Fürstengang Freising

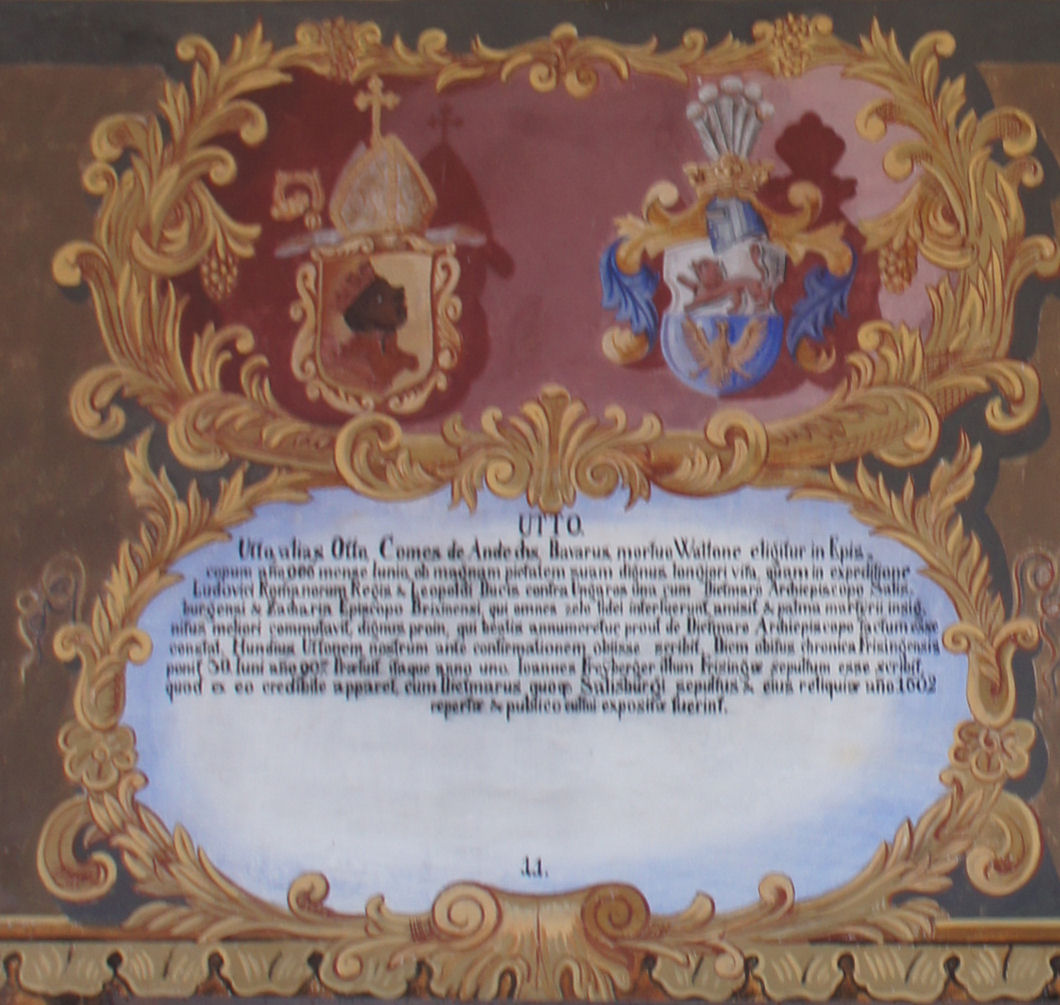
Wappentafel von Utto im Fürstengang Freising

Utto von Freising, auch Uto, Ovto, Vooto, Uodo oder Udo († 6. Juli 907 in der Schlacht bei Pressburg) war seit dem Jahr 906 Bischof von Freising.
Über seine Herkunft ist nichts bekannt. Ein Jahr nach seinem Amtsantritt fiel er gemeinsam mit zahlreichen bayerischen Hochadligen sowie dem Erzbischof Theotmar von Salzburg und dem Bischof Zacharias von Brixen am 6. Juli 907 in der Schlacht bei Pressburg gegen die Ungarn. 